# USS Belleau Wood (CVL-24)
USS Belleau Wood là một tàu sân bay hạng nhẹ của Hải quân Hoa Kỳ thuộc lớp Independence từng hoạt động trong Thế Chiến II. Tên nó được đặt theo trận Belleau Wood trong Thế Chiến I. Sau khi Thế chiến II kết thúc, nó còn được cho hoạt động tạm thời cùng Hải quân Pháp dưới tên gọi Bois Belleau, và đã từng tham gia chiến tranh Đông Dương cũng như hoạt động tại Algerie trước khi được trả về Mỹ và được cho tháo dỡ vào năm 1960.

## Thiết kế và chế tạo
Ban đầu được đặt lườn như một tàu tuần dương hạng nhẹ thuộc lớp Cleveland tên gọi New Haven (CL-76), nó được hoàn tất như một tàu sân bay hạng nhẹ. Được đặt lại ký hiệu là CV-24 vào ngày 16 tháng 2 năm 1942 và đặt lại tên là Belleau Wood vào ngày 31 tháng 3 năm 1942, nó được hạ thủy vào ngày 6 tháng 12 năm 1942 bởi hãng New York Shipbuilding Corporation tại Camden, New Jersey; được đỡ đầu bởi bà Thomas Holcomb, phu nhân của Tư lệnh Thủy quân Lục chiến Hoa Kỳ; và được đưa vào hoạt động ngày 31 tháng 3 năm 1943 dưới quyền chỉ huy của Thuyền trưởng A. M. Pride. Trong chiến tranh, nó được đặt lại ký hiệu là CVL-24 vào ngày 15 tháng 7 năm 1943.

## Lịch sử hoạt động

### Thế Chiến II
Sau một chuyến đi thử máy ngắn, Belleau Wood được phân về Hạm đội Thái Bình Dương, và nó đi đến Trân Châu Cảng ngày 26 tháng 7 năm 1943. Sau khi tham gia hoạt động hỗ trợ cho việc chiếm đóng đảo Baker ngày 1 tháng 9 và không kích lên đảo Tarawa ngày 18 tháng 9 và đảo Wake từ ngày 5 đến ngày 6 tháng 10, nó gia nhập Lực lượng đặc nhiệm TF 50 nhằm chuẩn bị cho việc chiếm đóng quần đảo Gilbert từ ngày 19 đến ngày 4 tháng 12 năm 1943.

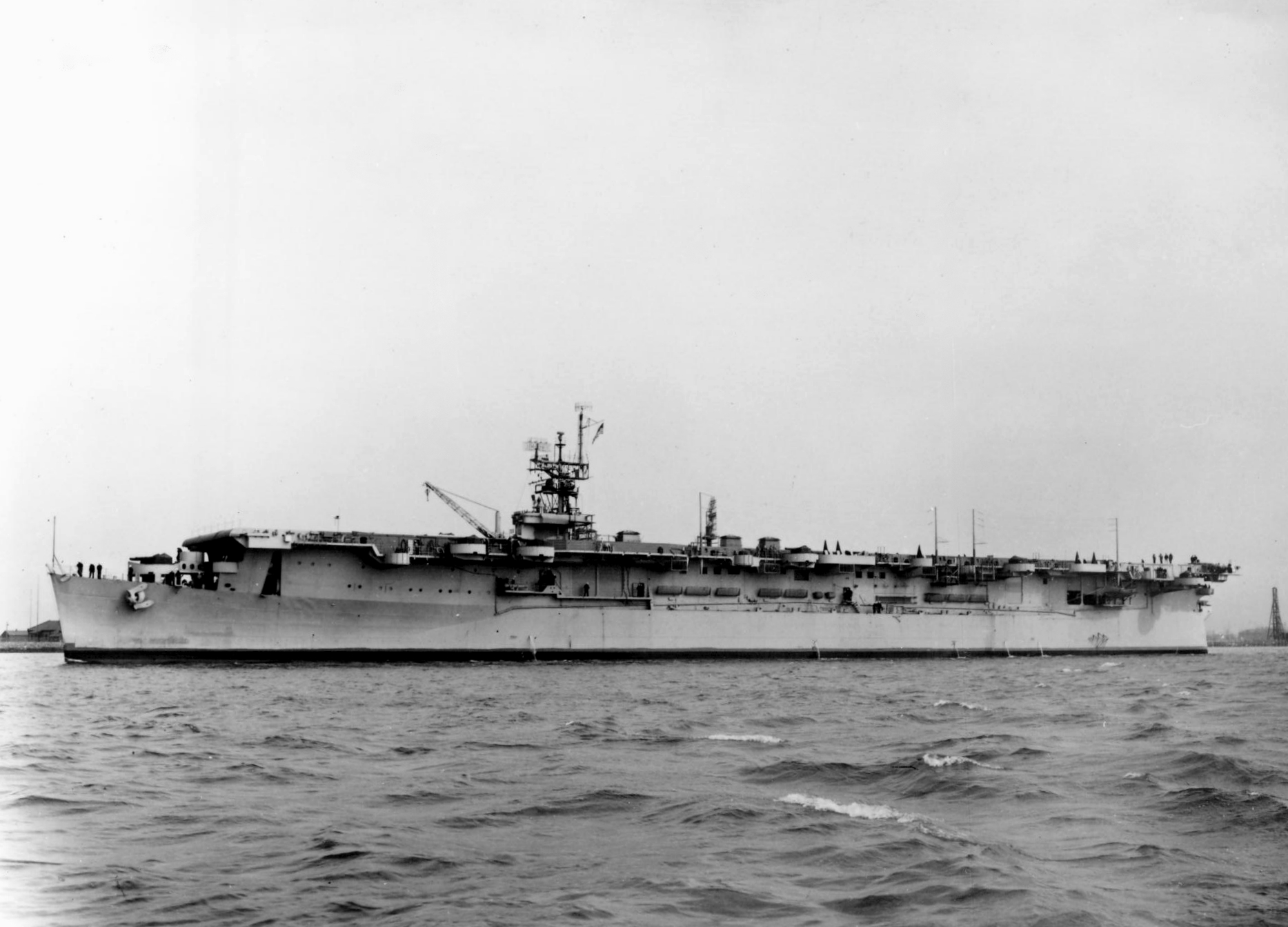
Belleau Wood tại Xưởng hải quân Philadelphia, ngày 18 tháng 4 năm 1943.

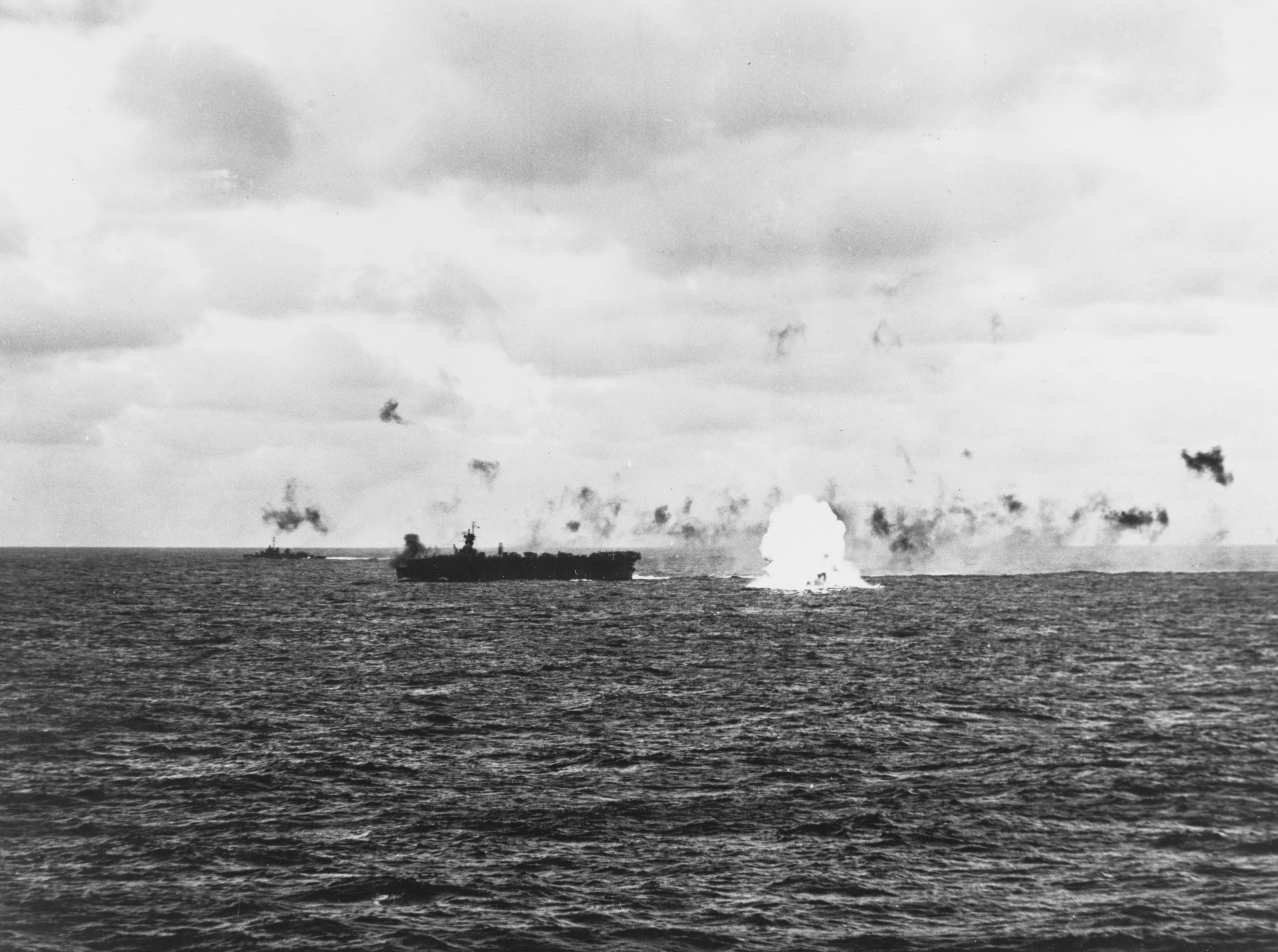
Một máy bay ném bom Nhật nổ tung khi nó rơi xuống biển gần chiếc USS Belleau Wood, trong một cuộc tấn công của Đội đặc nhiệm TG 58.2 ngoài khơi quần đảo Mariana, ngày 23 tháng 2 năm 1944.

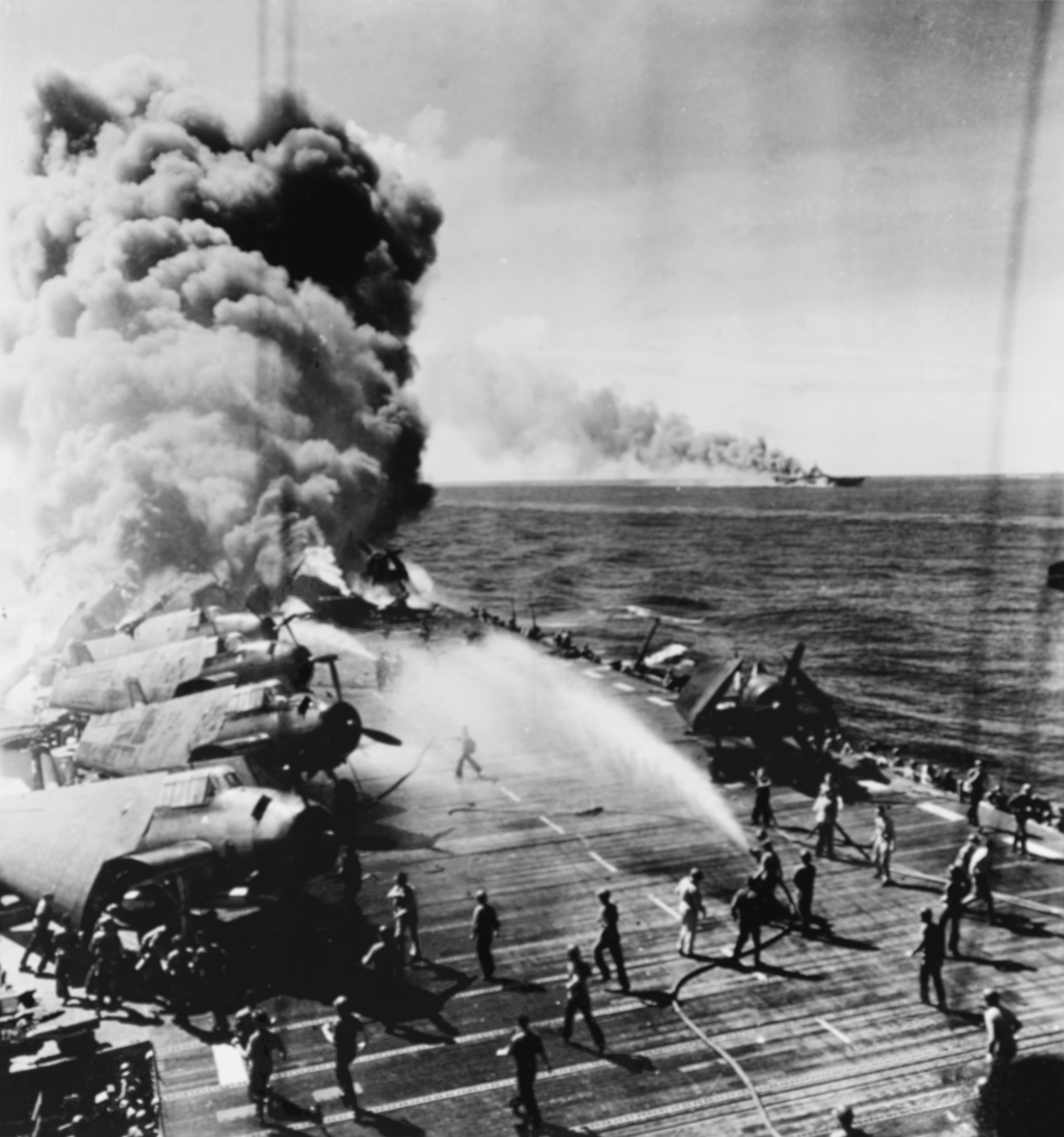
Belleau Wood đang cháy sau khi bị một máy bay Kamikaze đánh trúng, Philippines, 30 tháng 10 năm 1944. Phía sau là chiếc tàu sân bay Franklin đang cháy, cũng do máy bay Kamikaze Nhật đánh trúng.

Belleau Wood hoạt động cùng với Lực lượng Đặc nhiệm TF 58 trong quá trình chiếm đóng các đảo san hô Kwajalein và Majuro thuộc quần đảo Marshall từ ngày 29 tháng 1 đến ngày 3 tháng 2 năm 1944; không kích lên đảo Truk các ngày 16 và 17 tháng 2; không kích các đảo Saipan, Tinian, Rota và Guam các ngày 21 và 22 tháng 2; không kích các đảo Palau, Yap, Ulithi và Woleai từ ngày 30 tháng 3 đến ngày 1 tháng 4; không kích các đảo Sawar và Wakde hỗ trợ cho việc đổ bộ lên Hollandia (ngày nay là Jayapura) tại New Guinea từ ngày 22 đến ngày 24 tháng 4; không kích các đảo Truk, Satawan và Ponape từ ngày 29 tháng 4 đến ngày 1 tháng 5; chiếm đóng Saipan từ ngày 11 đến ngày 24 tháng 6, không kích Bonins lần thứ nhất các ngày 15 và 16 tháng 6, trận chiến biển Philippine trong các ngày 19 và 20 tháng 6; và không kích Bonins lần thứ hai ngày 24 tháng 6. Trong trận chiến biển Philippines, máy bay của Belleau Wood đã đánh chìm được chiếc tàu sân bay Nhật Hiyō.
Sau khi được đại tu tại Trân Châu Cảng từ ngày 29 tháng 6 đến ngày 31 tháng 7 năm 1944, Belleau Wood lại gia nhập Lực lượng Đặc nhiệm TF 58 tham gia giai đoạn cuối cùng của việc chiếm đóng đảo Guam từ ngày 2 đến ngày 10 tháng 8. Sau đó nó cùng Lực lượng Đặc nhiệm T38 tham gia hỗ trợ cho việc chiếm đóng phần phía Nam Palaus từ ngày 6 tháng 9 đến ngày 14 tháng 10; không kích Philippine từ ngày 9 đến ngày 24 tháng 9; đổ bộ lên Morotai ngày 15 tháng 9; không kích Okinawa ngày 10 tháng 10; không kích phía Bắc Luzon và Đài Loan từ ngày 11 đến ngày 14 tháng 10; không kích Luzon các ngày 15 và 17 đến ngày 19 tháng 10; và trận mũi Engaño từ ngày 24 tháng 10 đến ngày 26 tháng 10. Ngày 30 tháng 10, trong khi Belleau Wood đang tuần tra cùng đội đặc nhiệm ở phía Đông đảo Leyte, nó đã bắn rơi được một máy bay tự sát Nhật Bản, nhưng chiếc này vẫn đâm trúng phía sau sàn đáp, gây một đám cháy và làm nổ kho đạn. Trước khi đám cháy có thể kiểm soát được, đã có 92 người thiệt mạng hay mất tích.
Sau khi được sửa chữa tạm thời tại Ulithi từ ngày 2 đến ngày 11 tháng 11, Belleau Wood lên đường quay về xưởng hải quân Hunters Point, California, để được sửa chữa toàn diện và đại tu, và nó đến nơi vào ngày 29 tháng 11. Sau khi hoàn tất, nó rời vịnh San Francisco ngày 20 tháng 1 năm 1945, và gia nhập Lực lượng Đặc nhiệm TF58 tại Ulithi ngày 7 tháng 2. Từ ngày 15 tháng 2 đến ngày 4 tháng 3, nó tham gia các cuộc không kích lên đảo Honshū và Nansei Shoto, cũng như hỗ trợ cho các cuộc đổ bộ lên Iwo Jima. Nó cũng tham gia không kích xuống chính quốc Nhật Bản trong thành phần của Hạm đội 5 (từ ngày 17 tháng 3 đến ngày 26 tháng 5), và trong thành phần của Hạm đội 3 (từ ngày 27 tháng 5 đến ngày 11 tháng 6). Sau khi nhận Liên đội không lực 31 lên tàu tại Leyte từ ngày 13 tháng 6 đến ngày 1 tháng 7, nó lại gia nhập Hạm đội 3 để tung các đợt không kích cuối cùng xuống các hòn đảo chính quốc Nhật Bản từ ngày 10 tháng 7 đến ngày 15 tháng 8. Chiếc máy bay Nhật Bản cuối cùng bị bắn rơi trong cuộc chiến là một chiếc máy bay ném bom bổ nhào "Judy" bị bắn rơi bởi Clarence "Bill" A. Moore, một phi công lái F6F thuộc Liên đội VF-31 "The Flying Meat-Axe" thuộc tàu sân bay USS Belleau Wood.
Belleau Wood tung các máy bay của nó ra bay biểu dương trong ngày 2 tháng 9 năm 1945 bên trên bầu trời Tokyo nhân dịp ký kết Văn kiện đầu hàng chính thức. Nó ở lại vùng biển Nhật Bản cho đến ngày 13 tháng 10. Về đến Trân Châu Cảng ngày 28 tháng 10, nó khởi hành ba ngày sau với số hành khách gồm 1.248 cựu chiến binh để quay về San Diego. Nó tiếp tục phục vụ cho chiến dịch "Magic Carpet", hồi hương binh sĩ từ Guam và Saipan về San Diego, cho đến ngày 31 tháng 1 năm 1946. Trong một năm sau đó Belleau Wood neo đậu tại nhiều bến tàu khác nhau trong vùng San Francisco cho đến khi được cho ngừng hoạt động. Nó được đưa về làm lực lượng dự bị tại Căn cứ không lực hải quân Alameda ngày 13 tháng 1 năm 1947.
Belleau Wood nhận được danh hiệu Đơn vị Tuyên dương Tổng thống và 12 Ngôi sao Chiến đấu do những thành tích hoạt động trong Thế Chiến II.

### Bois Belleau(R97)
Chiếc tàu sân bay nằm trong lực lượng trừ bị cho đến khi được chuyển cho Pháp trong khuôn khổ Luật Trợ giúp Phòng thủ tương hỗ vào ngày 5 tháng 9 năm 1953. Dưới tên gọi Bois Belleau (dịch ra tiếng Pháp từ "Belleau Wood"), con tàu hoạt động cùng Hải quân Pháp cho đến năm 1960, khi nó được trao trả cho Hoa Kỳ.
Trong thời kỳ này, vào tháng 4 năm 1954, chiếc tàu sân bay rời căn cứ hải quân Toulon hướng đến Đông Dương để thay phiên cho chiếc Arromanches. Nó đi đến vịnh Hạ Long vào khoảng ngày 20 tháng 5; và mặc dù trận Điện Biên Phủ ác liệt đã kết thúc, chiến tranh vẫn chưa thực sự chấm dứt, và quân Pháp đã sử dụng những chiếc máy bay tiêm kích F6F Hellcat và máy bay ném bom SB2C Helldiver trên tàu do Mỹ chế tạo trong các chiến dịch của họ tại Bắc Kỳ từ ngày 15 đến ngày 20 tháng 7, và tại Huế và Đồng Hới từ ngày 27đến ngày 28 tháng 7. Sau khi Hiệp định Geneva được ký kết vào ngày 21 tháng 7 năm 1954 mang lại thỏa thuận hòa bình cùng Việt Minh, Bois Belleau thực hiện nhiều chuyến đi lại giữa vịnh Hạ Long, Đà Nẵng, Cam Ranh và Vũng Tàu, tham gia vận chuyển khoảng 6.000 người tị nạn. Ngày 16 tháng 12 năm 1954, nó lên đường quay trở về Toulon, rồi tiếp tục tham dự vào chiến tranh Algerie.
Bois Belleau được hoàn trả về cho Hoa Kỳ vào tháng 9 năm 1960, được xóa khỏi danh sách Đăng bạ Hải quân vào ngày 1 tháng 10 năm 1960, rồi sau đó được bán để tháo dỡ.

## Ý nghĩa của tên gọi
Tên của con tàu được đặt để tưởng niệm trận Belleau Wood trong Thế chiến I, trong đó Lữ đoàn 4 lực lượng Thủy quân Lục chiến Hoa Kỳ thuộc Lực lượng Viễn chinh Hoa Kỳ đã đánh bại các đơn vị Đức sau gần bốn tuần lễ chiến đấu ác liệt. Người ta cho rằng quân Đức đã gọi họ là Teufel Hunden—Devil Dog (chó địa ngục); và cái tên lóng này đã trở thành một phần trong biểu tượng của con tàu, và là một trong những biệt danh của lực lượng Thủy quân Lục chiến (Devil Dog).

## Phần thưởng[5]
|  |                                                       |                           |
|  | Silver star · Silver star · Bronze star · Bronze star |                           |
|  |                                                       | Bronze star · Bronze star |

| Đơn vị Tuyên Dương Tổng thống           |                                                                          |                                                             |
| Huân chương Chiến dịch Hoa Kỳ           | Huân chương Chiến dịch Châu Á-Thái Bình Dương với 12 Ngôi sao Chiến trận | Huân chương Chiến thắng Thế Chiến II                        |
| Huân chương Phục vụ Chiếm đóng Hải quân | Đơn vị Tuyên dương Tổng thống Philippine                                 | Huân chương Giải phóng Philippine với 2 Ngôi sao Chiến trận |